# La Cuesta de Medina
La Cuesta de Medina är en ort i Mexiko.   Den ligger i kommunen San Juan de los Lagos och delstaten Jalisco, i den centrala delen av landet, 400 km nordväst om huvudstaden Mexico City. La Cuesta de Medina ligger 1 751 meter över havet och antalet invånare är 370.
Terrängen runt La Cuesta de Medina är huvudsakligen platt, men åt nordväst är den kuperad. La Cuesta de Medina ligger nere i en dal. Runt La Cuesta de Medina är det glesbefolkat, med 20 invånare per kvadratkilometer. Närmaste större samhälle är San Juan de los Lagos, 2,6 km norr om La Cuesta de Medina. I omgivningarna runt La Cuesta de Medina växer huvudsakligen savannskog.